# Ferreyres
Ferreyres är en ort och kommun i distriktet Morges i kantonen Vaud, Schweiz. Kommunen har 319 invånare (2023).